# شينجي أوكازاكي
شينجي أوكازاكي (باليابانية: 岡崎慎司) (مواليد 16 أبريل 1986 في تاكارازوكا) لاعب كرة قدم ياباني.
يلعب حاليا لصالح نادي هويسكا

## روابط خارجية
- شينجي أوكازاكي على موقع الاتحاد الدولي (مؤرشف)  (الإنجليزية)
- شينجي أوكازاكي على موقع رابطة كرة القدم اليابانية للمحترفين (اليابانية)
- شينجي أوكازاكي على موقع قاعدة بيانات كرة القدم.إي يو (الإنجليزية)
- شينجي أوكازاكي على موقع بيانات كرة القدم. دي إي (الألمانية)
- شينجي أوكازاكي على موقع ناشيونال فوتبول تيمز (الإنجليزية)
- شينجي أوكازاكي على موقع Soccerbase.com (لاعب) (الإنجليزية)
- شينجي أوكازاكي على موقع Soccerway.com (الإنجليزية)
- شينجي أوكازاكي على موقع عالم كرة القدم.نت (الإنجليزية)
- شينجي أوكازاكي على موقع كووورة
- شينجي أوكازاكي على موقع أوليمبيديا (الإنجليزية)